# جزيرة البارجة
جزيرة البارجة هو فيلم أكشن كوري جنوبي من بطولة هوانغ جونغ مين، سو جي سوب، سونغ جنغ غي وإي جونغ هيون. تم عرض الفيلم في 26 يوليو 2017 وحقق إيرادات وصلت ل47.3 مليون دولار.

## روابط خارجية
جزيرة البارجة على موقع IMDb (الإنجليزية)
- جزيرة البارجة على موقع ميتاكريتيك (الإنجليزية)
- جزيرة البارجة على موقع روتن توميتوز (الإنجليزية)
- جزيرة البارجة على موقع نتفليكس (الإنجليزية)
- جزيرة البارجة على موقع ألو سيني (الفرنسية)
- جزيرة البارجة على موقع أول موفي (الإنجليزية)
- جزيرة البارجة على موقع بوكس أوفيس موجو (الإنجليزية)
- جزيرة البارجة على موقع فيلمافينيتي (الإسبانية)
- جزيرة البارجة على موقع قاعدة بيانات الفيلم (الإنجليزية)
- جزيرة البارجة على موقع ليتربوكسد (الإنجليزية)